# Lakshmi Mittal
Lakshmi Niwas Mittal, født 15. juni 1950 i Sadulpur, Rajasthan, Indien, er en indisk erhvervsmand. Mittal leder det multinationale selskab Arcelor-Mittal – en fusion af franske Arcelor og Mittal Steel, som Lakshmi Mittals far Mohan grundlagde. Selskabet er verdens største stålproducent, med en produktion på 120 millioner ton per år 
Mittal var i starten af 2008 verdens fjerde rigeste mand med en formue på 45 milliarder dollars ifølge finansmagasinet Forbes. I oktober 2005 var Mittal verdens tredje rigeste mand, med en formue på 18,8 milliarder dollars ifølge magasinet. 
Mittal bor i Kensington Palace Garden i London lige ved den norske ambassade. Han købte huset for 100 millioner pund i 2004. 
Mittals yacht Amevi er en gave til hans kone Usha. Yachten er 80 meter og registreret i Isle of Man. Parret har børnene Vanisha og Aditya.